# Yerba santa (cuento)
Yerba santa es una narración del escritor peruano Abraham Valdelomar, que se encuentra entre el límite impreciso del cuento y la novela. Se lo define indistintamente como cuento largo o novela corta. Escrita hacia 1904-1906, fue publicada por primera vez en Lima, en la revista Mundo limeño, en 1917. Pertenece al grupo de los “cuentos criollos”, es decir aquellos relatos cortos de Valdelomar ambientados durante su niñez transcurrida en Pisco y parte en Ica.

## Redacción y publicación
La dedicatoria de la novela, llena de evocaciones y colorido, dice textualmente:

Novela pastoril, escrita a los diez y seis años, en mi triste y dolorosa niñez, inquieta y pensativa, que exhumo en homenaje a mi hermano José.

Según este testimonio, Valdelomar lo habría escrito hacia 1904, es decir, al concluir su secundaria y estando para ingresar a la Universidad. Sin embargo, teniendo en cuenta que el escritor solía disminuirse la edad en dos años, es más probable que lo escribiera a los 18 años, en 1906. Lo cierto es que no lo publicó sino años después, a través de las páginas de la revista Mundo limeño, en dos entregas: 30 de agosto y 30 de septiembre de 1917. Luego lo incluyó en su libro de cuentos El caballero Carmelo (Lima, 1918).

## Contexto

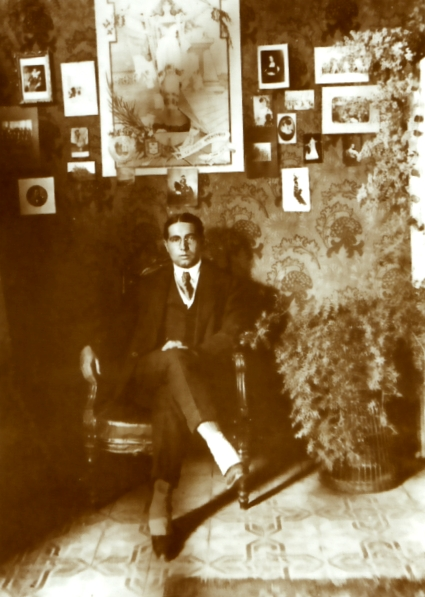
Abraham Valdelomar en su casa de Barranco, 1916.

Es posible que esta novela corta haya sido no sólo retocada, sino, incluso, totalmente reescrita a tono con los progresos de Valdelomar en el oficio y con las nuevas experiencias suyas durante su estadía en Ica durante la Semana Santa de 1916. Sin embargo, en el texto permaneció la historia central: el suicidio del adolescente Manuel, cuyo modelo real parece haber sido un familiar lejano del autor: José Manuel Cornejo (a quien llamaban José Cuneca). Con respecto al lugar y al tiempo del suceso relatado, puede afirmarse que son la ciudad y la playa de Pisco, la ciudad y el valle de Ica, durante la Semana Santa de un año no posterior al de 1896 (en que murió José de la Rosa Valdelomar Quintana, tío del autor, directamente aludido en la novela). El propio Abraham, autobiográficamente comprometido, no tenía entonces más de ocho años de edad.

## Argumento
Valdelomar relata un episodio triste que vivió en su niñez. El principal protagonista de su narración es Manuel, un muchacho que vivía en su casa, en el puerto de Pisco. Los hermanos Valdelomar lo veían como un hermano mayor y lo estimaban como tal. Era valiente, desprendido, afectuoso, leal y franco. Su pelo era ensortijado, sus ojos morenos, sus labios carnosos, sus cejas pobladísimas y siempre le dibujaba el rostro de una sonrisa de fresca melancolía, jovial y exenta de amargura. Le agradaba el mar, el campo y los cuentos de las abuelas. Hacía los juguetes para los menores, como gallos de papel, barcos de madera y hondas de cáñamo. Cuando iban todos a pasear y cazar, él dirigía el grupo. Mas, de pronto, una tristeza oculta lo envolvió. En el desembarcadero cantó un yaraví o canción triste que evocaba un amor que nunca volvió. Tan mal se puso el joven que lo mandaron donde su madre, la señora Eufemia, quien radicaba en Ica.

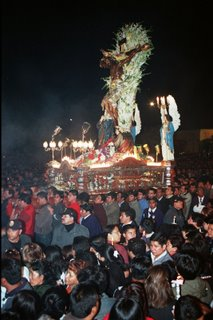
Foto de la procesión del Señor de Luren, Ica.

En Semana Santa la familia Valdelomar viajó a Ica, alojándose en la casa de la abuelita. Allí todo era bueno: las frutas, las comidas y las plantas. En Jueves Santo desfilaban los hacendados con sus ofrendas hacia la Iglesia del Señor de Luren. Llegaban con caballos de paso, en ambiente multitudinario, lleno del ruido característico de fieles y vendedores. Durante la ceremonia los niños no podían cantar, ni jugar, ni hablar fuerte porque era el día de la muerte del Señor. La celebración era imponente. La multitud seguía ávida la procesión del Señor de Luren en medio del sahumerio, música y el aire contrito contagioso.
Terminada la festividad, la familia se preparó para retornar a Pisco, pero antes fueron todos a la hacienda San Miguel, propiedad de los tíos José y Joaquina, que antaño había pertenecido a los abuelos de Abraham. Les acompañó en la excursión el joven Manuel. En la hacienda había una vieja casona con un galpón donde antaño eran recluidos los esclavos negros. Pasaron luego a visitar otra hacienda aledaña, perteneciente a una familia amiga. La tierra era fresca y fecunda, siempre húmeda y con árboles frutales muy altos. Ya de noche y a pedido de los mayores, Manuel cogió la vihuela y cantó un yaraví. Al terminar pidió permiso para retirarse, y montando su caballo, se perdió raudo por el camino. Un búho pasó por el comedor, como mal presagio.
Al día siguiente la familia volvió a Ica y allí se enteraron de la desgracia: Manuel se había suicidado. A los niños no se les permitió conocer los detalles del suceso. Durante el sepelio, un cortejo conformado mayormente por gente joven despidió para siempre al amado Manuel. La familia Valdelomar retornó a Pisco en medio de una tristeza que perduraría por mucho tiempo.

## Estructura
La novela cuenta con una dedicatoria y un prólogo, y se divide en nueve secciones o capítulos, de extensión muy variable.
I.- Este capítulo inicial es corto y muy emotivo. Una de las hermanitas de Abraham pregunta a Manuel por qué no estaba junto con su padre. Manuel inclina la cabeza y empieza a sollozar. Interviene la madre y le pide a sus hijos que no le molesten, pues era un “niño muy desgraciado”.
II.- Se explica cómo se hizo querer Manuel por los chicos de la familia, a quienes siempre ayudaba en sus juegos y quehaceres.
III.- El narrador hace una descripción de Manuel.
IV.- Un día Manuel llega a casa muy triste. Nadie descubre la razón. De noche se pone a cantar un yaraví que mencionaba a un amor perdido.
V.- Manuel se enferma y lo envían a la casa de su mamá en Ica.
VI.- En Semana Santa la familia de Abraham (la mamá e hijos) viaja a Ica, para asistir a la procesión del Señor de Luren.
VII.- Se describe la Iglesia del Señor de Luren, la llegada de los devotos y fieles, la procesión.
VIII.- Terminada la festividad, la familia se alista para volver a Pisco, pero antes visitan la hacienda de los tíos y la de otro pariente, situadas ambas en el valle de Ica. Manuel los acompaña, pero ya de noche pide permiso para volver a la ciudad.
IX.- Al día siguiente la familia regresa a Ica y se enteran de la tragedia: Manuel se había suicidado. Lo entierran en el cementerio y retornan a Pisco, en medio de una profunda tristeza que perduraría por mucho tiempo.

## Personajes
- El narrador, es decir Abraham, que cuenta una experiencia muy triste que ocurrió cuando era muy niño, de entre 7 y 8 años de edad
- Manuel, un muchacho que se había criado con la familia de Abraham desde muy chico. Su madre, Eufemia, vivía en Ica. Los chicos de la familia lo veían como a un hermano mayor. Su pelo era ensortijado, sus ojos morenos, sus labios carnosos, sus cejas pobladísimas y siempre le dibujaba el rostro de una sonrisa de fresca melancolía, jovial y exenta de amargura. Valiente, desprendido, afectuoso, leal y franco. De pronto se vio imbuido de una tristeza oculta, posiblemente un amor tormentoso, que lo condujo al suicidio.
- La familia de Abraham.- La numerosa familia del narrador se componía de:
  - Los padres.- Típicos jefes de familia de clase media baja. Viven en el puerto de Pisco.
  - Los hermanos.- De estos solo se menciona con nombre propio a la pequeña Jesús, que por entonces tendría entre 5 y 6 años.
- La criada de la familia de Abraham.
- La abuelita, en cuya casa situada en Ica se aloja la familia de Abraham.
- El tío José de la Rosa, poseedor de la Hacienda San Miguel, en el fértil valle de Ica, un viejo bonachón, gastador y alegre, casado con Joaquina, de los Fernández Prada, “viejita dulce y más buena que el pan blanco y que muchos años después se murió de tristeza”.
- Los parientes y amigos de la familia de Abraham que vivían en Ica.
- Los devotos y feligreses del Señor de Luren de Ica. Iban en masa a asistir a la fiesta y procesión.

## Escenarios
La trama se desarrolla en dos escenarios:
- La ciudad de Pisco, en la casa apacible de los Valdelomar, frente al mar y la playa.
- La ciudad de Ica, y sus haciendas aledañas. Esa era la tierra donde habían nacido Abraham y sus hermanos, y donde tenían muchos parientes y amigos. La familia solía ir allí en Semana Santa, para asistir a las festividades en honor al Señor de Luren. En la hacienda “San Miguel”, que había pertenecido a los abuelos, vivían el tío José de la Rosa y su esposa Joaquina.

## Crítica y comentarios
Se trata, si creemos en la versión del autor, del más antiguo de sus cuentos criollos, es decir aquellos relatos que evocan su infancia, caracterizados por su ambiente aldeano, su contagiosa ternura hogareña y un elevado tono poético que singulariza al conjunto y lo diferencia de toda la demás narrativa criolla (donde predominan elementos costumbristas).
La técnica empleada en este relato es aún defectuosa, pero por el tema tratado es un relato sublime y conmovedor. Los demás cuentos criollos, más logrados y maduros, los escribió el autor entre 1911 y 1912, y son los siguientes:
- El caballero Carmelo
- Los ojos de Judas
- El vuelo de los cóndores
- El buque negro
- La paraca

Es un relato poético, semejante a algunos que en esos días publicaban Gregorio Martínez Sierra y Ramón del Valle Inclán, apretados de sentimientos místicos, de sollozante recordar, de juventud, inocencia y melancolía; y, además, teñidos por un aniego de muerte, ubicuo personaje, sensación plural que, como una maldición, desde entonces baña todos los intersticios del alma de Valdelomar, en su adolescencia, hasta llegada la hora de su muerte, sin haber terminado su juventud.